# Комітет Верховної Ради України з питань законодавчого забезпечення правоохоронної діяльності
Комітет Верховної Ради України з питань законодавчого забезпечення правоохоронної діяльності — колишній профільний комітет Верховної Ради України.
Створений 1 лютого 2000 року.

## Сфери відання
Комітет здійснює законопроєктну роботу, готує, попередньо розглядає питання, віднесені до повноважень Верховної Ради України, та виконує контрольні функції у таких сферах відання:
- кримінальне законодавство;
- законодавство про адміністративні правопорушення;
- виконання кримінальних покарань та організація і діяльність органів та установ виконання покарань;
- організація та діяльність органів прокуратури, органів внутрішніх справ, інших правоохоронних органів;
- оперативно-розшукова діяльність;
- профілактика злочинів та адміністративного нагляду за особами, звільненими з місць позбавлення волі;
- організація охорони громадського порядку та громадської безпеки;
- охоронна і детективна діяльність;
- державний захист учасників кримінального судочинства та державний захист суддів, працівників правоохоронних органів;
- соціальний захист працівників правоохоронних органів та членів їх сімей.

## Склад VII скликання[2]
Керівництво:
- Кожем'якін Андрій Анатолійович — Голова Комітету
- Пшонка Артем Вікторович — Перший заступник голови Комітету
- Олійник Володимир Миколайович — Заступник голови Комітету
- Паламарчук Микола Петрович — Заступник голови Комітету
- Шенцев Дмитро Олексійович — Заступник голови Комітету
- Журавський Віталій Станіславович — Секретар Комітету
- Васильєв Геннадій Андрійович — Голова підкомітету з питань кримінального законодавства та оперативно-розшукової діяльності
- Мисик Володимир Юрійович — Голова підкомітету з питань діяльності та організації органів прокуратури, державного захисту визначених законом осіб
- Дубовой Олександр Федорович — Голова підкомітету з питань законодавства про адміністративні правопорушення та організації охорони громадського порядку та громадської безпеки
- Міщенко Андрій Миколайович — Голова підкомітету з питань виконання кримінальних покарань та організації і діяльності органів та установ виконання покарань
- Малишев Володимир Степанович — Голова підкомітету з питань організації та діяльності органів внутрішніх справ та інших правоохоронних органів

Члени:
- Герасимчук Михайло Іванович
- Ільюк Артем Олександрович
- Королюк Валентин Анатолійович
- Сас Сергій Володимирович
- Ступак Іван Іванович
- Чудновський Віталій Олегович[3].

## Склад VIII скликання[4]
Керівництво:
- голова Комітету — Кожем'якін Андрій Анатолійович
- перший заступник голови Комітету — Мосійчук Ігор Володимирович
- перший заступник голови Комітету — Паламарчук Микола Петрович
- заступник голови Комітету — Костенко Павло Петрович
- заступник голови Комітету — Купрій Віталій Миколайович
- секретар Комітету — Геращенко Антон Юрійович

Члени:
- Барвіненко Віталій Дмитрович
- Безбах Яків Якович
- Бухарєв Владислав Вікторович
- Дейдей Євген Сергійович
- Король Віктор Миколайович
- Котвіцький Ігор Олександрович
- Луценко Юрій Віталійович
- Мацола Роман Миколайович
- Мисик Володимир Юрійович
- Мірошниченко Юрій Романович
- Соляр Володимир Миронович
- Шенцев Дмитро Олексійович
- Яценко Антон Володимирович[5].